# Ithone karoondensis
Ithone karoondensis is een insect uit de familie van de Ithonidae, die tot de orde netvleugeligen (Neuroptera) behoort. 
Ithone karoondensis is voor het eerst wetenschappelijk beschreven door Riek in 1974.